# Kvintet
En kvintet er et stykke musik for fem forskellige musikinstrumenter eller en gruppe på fem musikere. Se f.eks.:
- klaverkvintet
- blæserkvintet
- strygekvintet